# Oenothalia nummifera
Oenothalia nummifera là một loài bướm đêm trong họ Geometridae.